# Július Bielik
Július Bielik (født 8. marts 1962) er en slovakisk fodboldspiller.

## Tjekkoslovakiets fodboldlandshold
| Tjekkoslovakiets landshold | Tjekkoslovakiets landshold | Tjekkoslovakiets landshold |
| År                         | Kmp                        | Mål                        |
| -------------------------- | -------------------------- | -------------------------- |
| 1983                       | 1                          | 0                          |
| 1984                       | 0                          | 0                          |
| 1985                       | 0                          | 0                          |
| 1986                       | 0                          | 0                          |
| 1987                       | 2                          | 0                          |
| 1988                       | 6                          | 0                          |
| 1989                       | 3                          | 0                          |
| 1990                       | 6                          | 0                          |
| Total                      | 18                         | 0                          |